# Sahameddin Mirfakhraei
Sahameddin Mirfakhraei (4 febbraio 1951) è un ex calciatore iraniano, di ruolo difensore.